# Moses Jacob Ezekiel

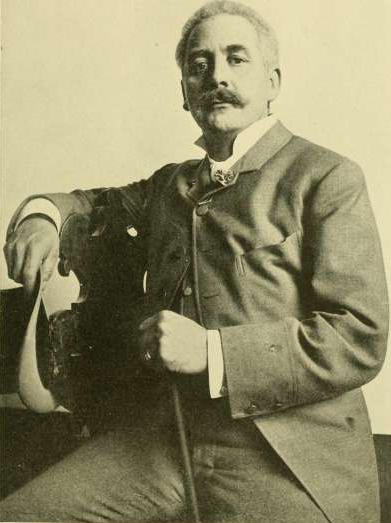
M. J. Ezekiel (1914)

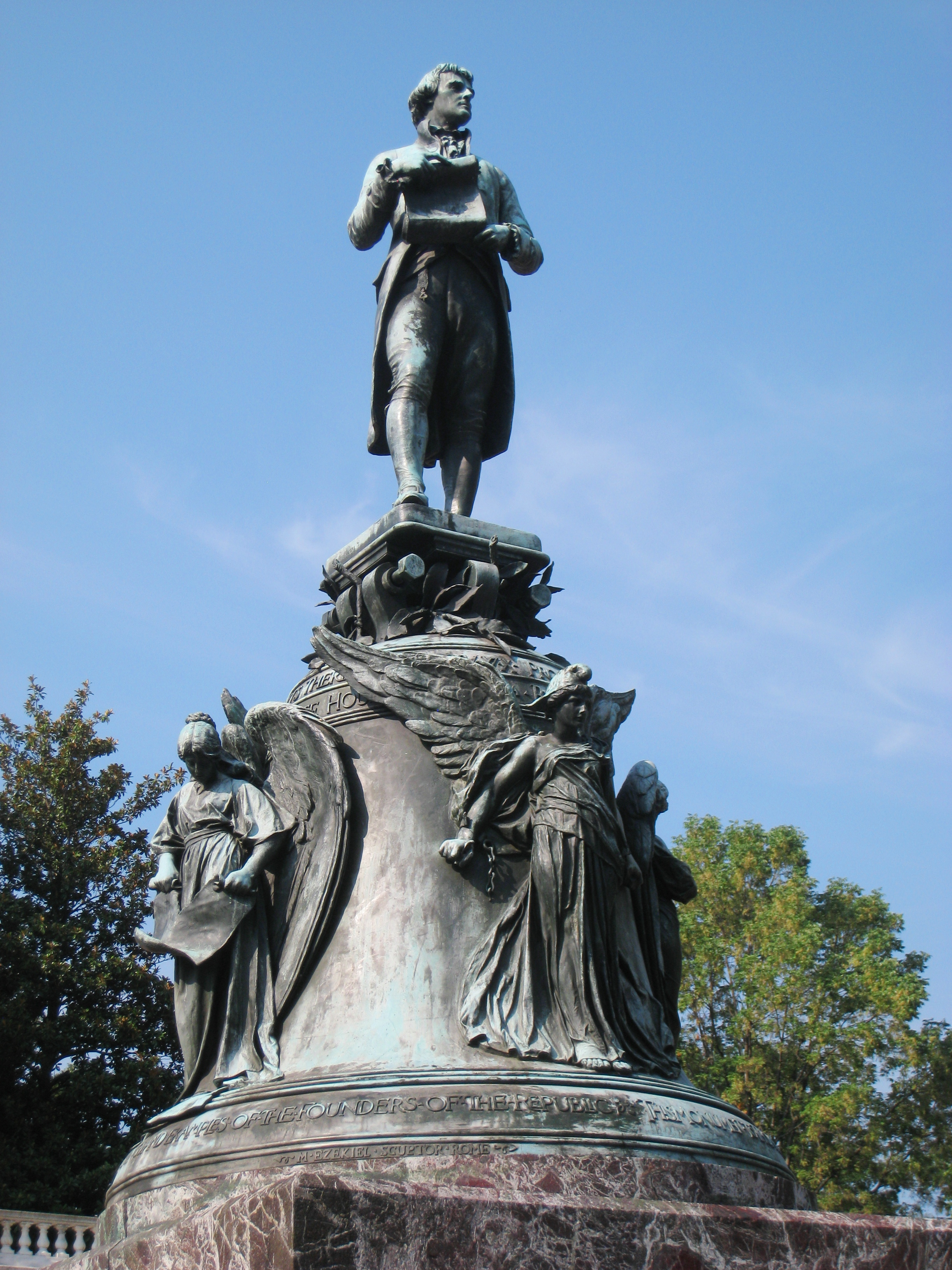
Kopie des Thomas-Jefferson-Denkmals, University of Virginia, 1910

Moses Jacob Ezekiel (geb. 28. Oktober 1844 in Richmond, Virginia; gest. 27. März 1917 in Rom) war ein US-amerikanisch-jüdischer, vielfach ausgezeichneter Bildhauer, der die meiste Zeit seines Lebens in Rom wirkte, und der erste jüdisch-amerikanische Künstler, der weltweite Bekanntheit erlangte. In Amerika ist er auch unter dem Namen Moses, Ritter von Ezekiel bekannt.

## Leben
Jacob Moses Ezekiel wurde in Richmond/Virginia als Sohn des Aschkenasen Jacob Ezekiel und der Sephardin Catherine de Castro Ezekiel geboren. Die Großeltern waren zu Beginn des 18. Jahrhunderts aus Holland in die USA emigriert.
Vater Jacob verdiente den Unterhalt als Baumwollhändler und Buchbinder und gründete während seiner Zeit in Baltimore die „Hebrew Benevolent Society of Baltimore“. Später zog die Familie nach Richmond, wo er in das Kurzwarengeschäft seines Schwagers mit einstieg. Er war Sekretär der Synagoge „Kahal Kadosh Beth Shalome“ und wurde als „Sprecher der Juden von Richmond“ bezeichnet. Außerdem war er Gründungsmitglied des B’nai B’rith.
Moses war das siebte von zwölf Kindern, doch die religiöse Erziehung übernahmen die Großeltern, zu denen er geschickt wurde, weil die Eltern in finanziellen Nöten steckten. Seine Großeltern unterhielten ein Geschäft, in dem Bekleidung für Sklaven angeboten wurde, die verkauft werden sollten. Die Familie selbst soll auch einige Sklaven „besessen“ haben.
Ezekiel schrieb sich am Militär-College Virginia Military Institute in Lexington/Virginia ein und kämpfte danach als Offizier der Konföderierten im Amerikanischen Bürgerkrieg mit. Zwischenzeitlich strebte er den Arzt-Beruf an, aber nach dem Krieg beschloss er, Bildhauer zu werden.
1868 zog er zu seinen Eltern nach Cincinnati, die mittlerweile bei ihrer ältesten Tochter Hannah lebten, und begann dort das Studium der Bildhauerei an der Art School von J. Insco Williams und im Atelier von Thomas Dow Jones.
1869 ging er nach Europa und wurde Schüler der Academie der Mahler-, Bildhauer- und Architectur-Kunst in Berlin. 1871 trat er in das Atelier von Albert Wolff ein. Dort erlangte er 1873 den Rompreis der Michael-Beer-Stiftung für ein Flachrelief mit dem Titel „Israel“ und konnte sich infolgedessen nach Erhalt des Preisgeldes in Höhe von 1000 Dollar zwei Jahre lang in Italien ausbilden.
Als er 1874 in Rom ankam, sollte die „Ewige Stadt“ seine Heimat werden. Dort fertigte er Skulpturen und Gemälde an, für die er berühmt ist und die ihm den Vergleich mit Michelangelo einbrachten.
Er starb 1917. Seine sterbliche Überreste wurden in der Basis des von ihm entworfenen und 1914 enthüllten Confederate Memorial auf dem Nationalfriedhof Arlington beigesetzt.